# Pace di Venezia
La pace di Venezia, anche detta tregua di Venezia, fu un trattato di pace siglato nel 1177.
Il 29 maggio 1176 a Legnano le truppe imperiali comandate da Federico I Barbarossa si scontrarono con le truppe della Lega Lombarda, capitanate da Guido da Landriano (secondo la leggenda, da Alberto da Giussano). Le truppe imperiali subirono una sconfitta decisiva e l'imperatore fu costretto a trattare la pace. Grazie alla sua accortezza politica, Venezia non si intromise nelle lotte tra Papato ed Impero, per cui venne scelta come sede ideale per le trattative. Il fatto di essersi alleata con gli imperiali nel 1174 in occasione dell'assedio di Ancona, evidentemente non fu ritenuto dal papa segno di schieramento definitivo con l'Impero, ma solo dovuto a motivi contingenti, ossia la rivalità commerciale con la città marinara.

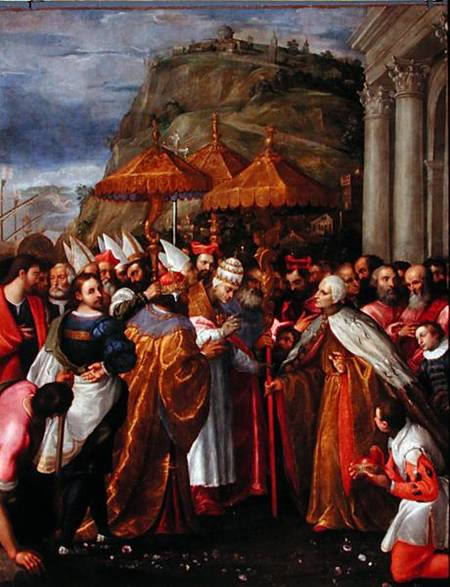
Pace di Venezia (1177): Alessandro III, il Barbarossa e il doge si incontrano in Ancona : visibile il colle del duomo e l'arco di Traiano (G. Gamberato, Palazzo Ducale di Venezia), sala del Maggior Consiglio).

Sotto il patrocinio del doge Sebastiano Ziani, nel maggio 1177, s'incontrarono Federico I Barbarossa, il papa Alessandro III, accompagnato dal cardinale Boso Breakspear, Romualdo Guarna, in rappresentanza del re di Sicilia Guglielmo II e i rappresentanti dei comuni confederati nella Lega Lombarda.
Il 24 marzo 1177, scortato dalle galere del re di Sicilia, accompagnato da cardinali e prelati, Alessandro III era sbarcato a S. Nicolò di Lido. Nel palazzo del patriarca a S. Silvestro ebbero luogo i negoziati preliminari con i plenipotenziari imperiali. L'imperatore si era fermato a Chioggia e, a accordo raggiunto, gli venne impartita l'assoluzione da tre cardinali, dopo l'abiura dello scisma.  Dopo essersi trasferito anch'egli presso il centro monastico di S. Nicolò,  Federico fu accompagnato il 24 luglio dal doge e dal clero cittadino a piazza San Marco su una galea riccamente addobbata. Nel tragitto verso la basilica, Federico era circondato dal doge, che portava in mano una rosa d'oro, dal patriarca e dal clero veneziano recante candele accese, croci e corone. Nell'atrio sedeva il papa vestito dei paramenti pontificali. Federico si inginocchiò a baciargli il piede, il papa lo rialzò, lo abbracciò e scambiò con lui il bacio di pace. Il giorno dopo, a coronamento di tutta una serie di cerimonie, l'imperatore tenne la briglia e la staffa al papa che saliva a cavallo.
L'imperatore revocò quanto aveva fatto contro la Chiesa, tolse l'appoggio all'antipapa e in cambio - oltre alla riammissione di Federico nella comunione con il papa - suo figlio Enrico veniva riconosciuto Re dei Romani e futuro imperatore.  A seguito di queste decisioni papa Alessandro III lo assolse dalla scomunica, Ancona vide sancita la sua indipendenza de facto dal papa, e anche se la disputa con i Comuni non fu risolta, si arrivò comunque a una tregua di sei anni.
La tregua da un lato garantì all'Imperatore la possibilità di concentrarsi contro i ribelli in Germania, dall'altro collocò la Repubblica di Venezia accanto alle altre due superpotenze di allora, il Sacro Romano Impero e il Papato. Essa ottenne la riconferma dei patti tradizionali e una larga garanzia imperiale per l'incolumità dei suoi cittadini e dei loro beni in tutti i territori dell'impero.
Inoltre, non meno importante, grazie a questo avvenimento il Regno di Sicilia fu riconosciuto per la prima volta dal 1130 dall'imperatore come regno legittimo e potenza euro-mediterranea. Venne anche stipulata una tregua di quindici anni con il regno isolano.
La pace di Venezia è rappresentata nella città lagunare in una tela posta nella celebre sala del Maggior Consiglio del Palazzo Ducale, di cui è autore Girolamo Gambarato. Venezia evidentemente, ponendo tale episodio nel proprio cuore politico, intendeva esaltare il proprio ruolo internazionale di mediatrice tra papato e impero. Curiosamente, in tale opera d'arte il papa, l'imperatore e il doge sono rappresentati ad Ancona.